# Torrefeta i Florejacs
Torrefeta i Florejacs (spanisch Torreflor) ist eine spanische Gemeinde (municipio) mit 605 Einwohnern (Stand: 2024) im Nordosten Kataloniens. Die Gemeinde besteht aus den Ortschaften Bellveí, Sedó, Florejacs, Gra, Granollers, La Morana, Les Cases de la Serra, El Llor und Palou de Sanaüja, Riber, Selvanera, Sant Martí de la Morana und Torrefeta sowie aus den Wüstungen Castellmeià, El Far und Les Sitges. Der Verwaltungssitz befindet sich in Torrefeta. Die Ortschaften wurden 1972 zur heutigen Gemeinde zusammengeschlossen.

## Geographie
Torrefeta i Florejacs liegt etwa 75 Kilometer ostnordöstlich von Lleida und etwa 80 Kilometer nordwestlich von Barcelona in einer Höhe von ca. 470 m.

## Einwohnerentwicklung
| 1981 | 1991 | 2001 | 2011 | 2021 |
| ---- | ---- | ---- | ---- | ---- |
| 725  | 731  | 649  | 634  | 602  |

## Sehenswürdigkeiten
- Burgruine von Les Sitges
- Donatuskirche in Sedó
- Jakobuskapelle in Granollers
- Amanduskirche in Torrefeta
- Marienkirche in Florejacs
- Marienkirche von Sant Martí de La Morana
- Marienkapelle von Castellmeià

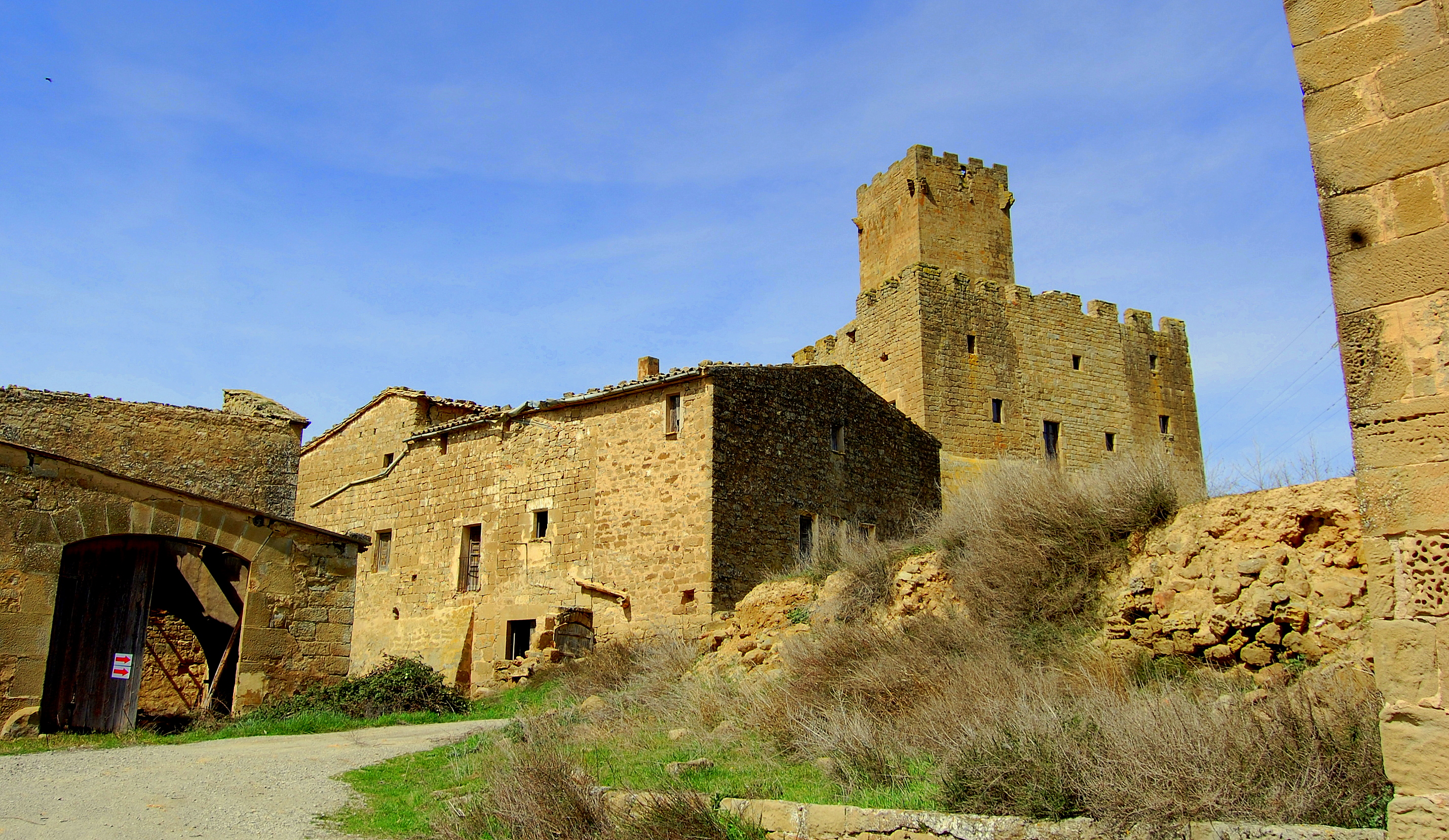
Burgruine von Les Sitges
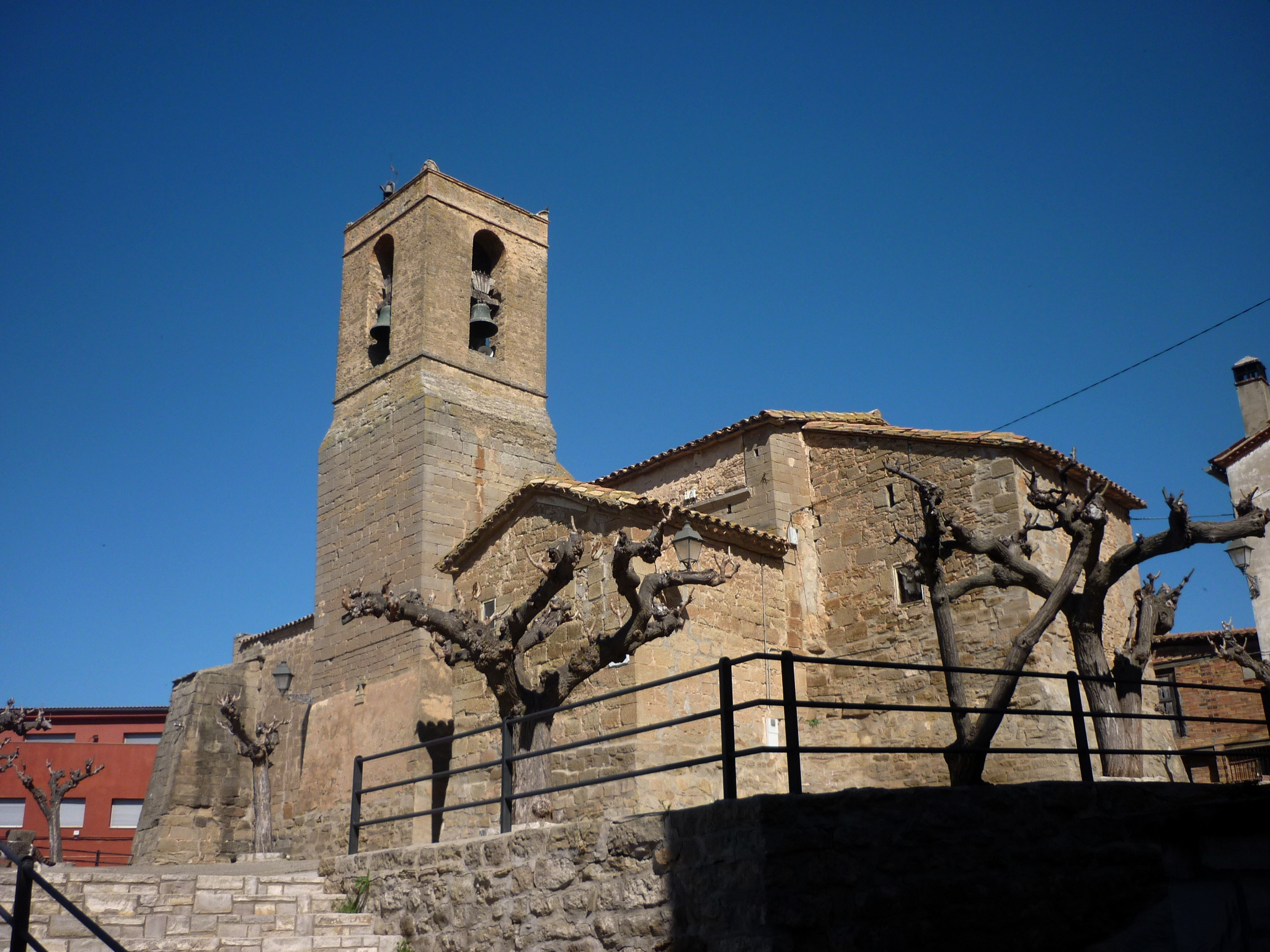
Donatuskirche
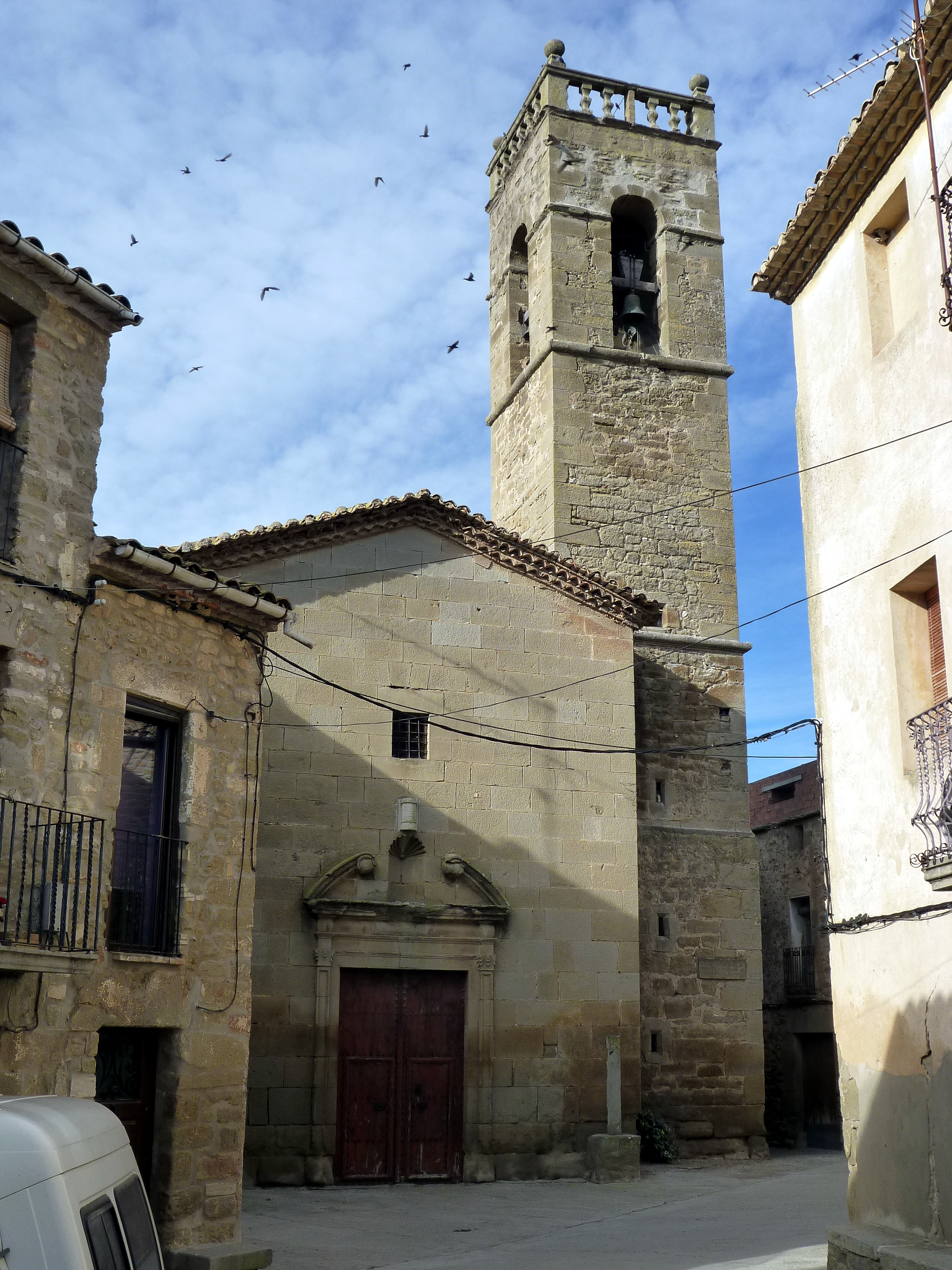
Amanduskirche
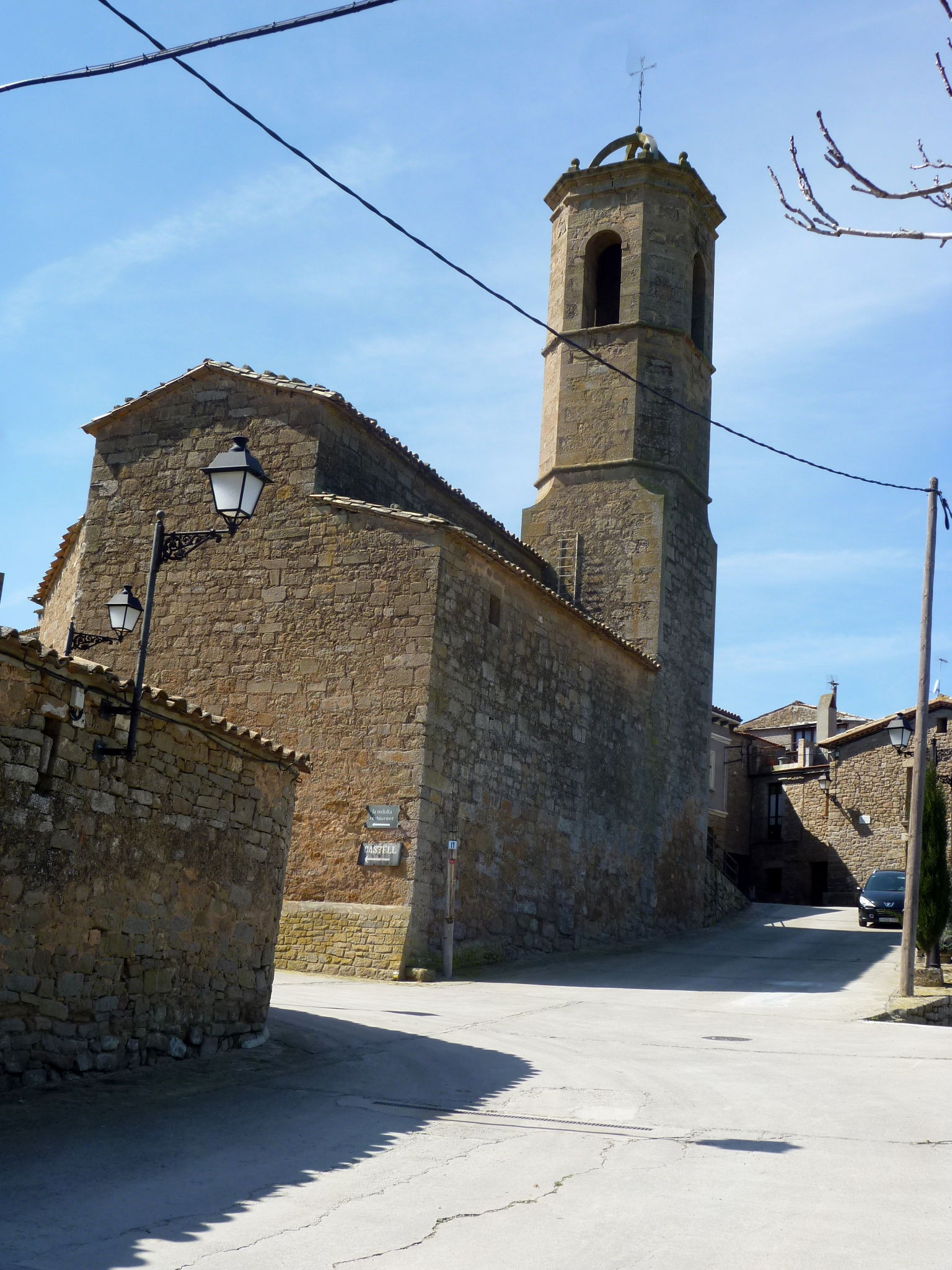
Marienkirche von Florejacs
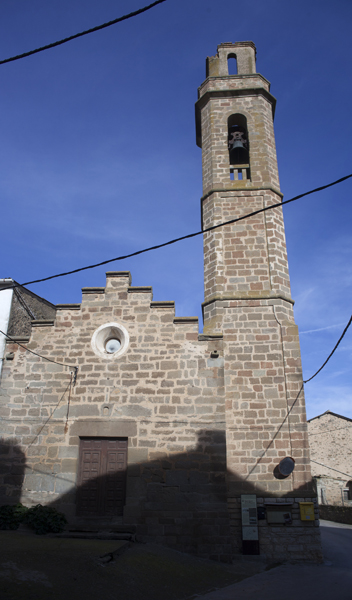
Marienkirche von Sant Martí de la Morana
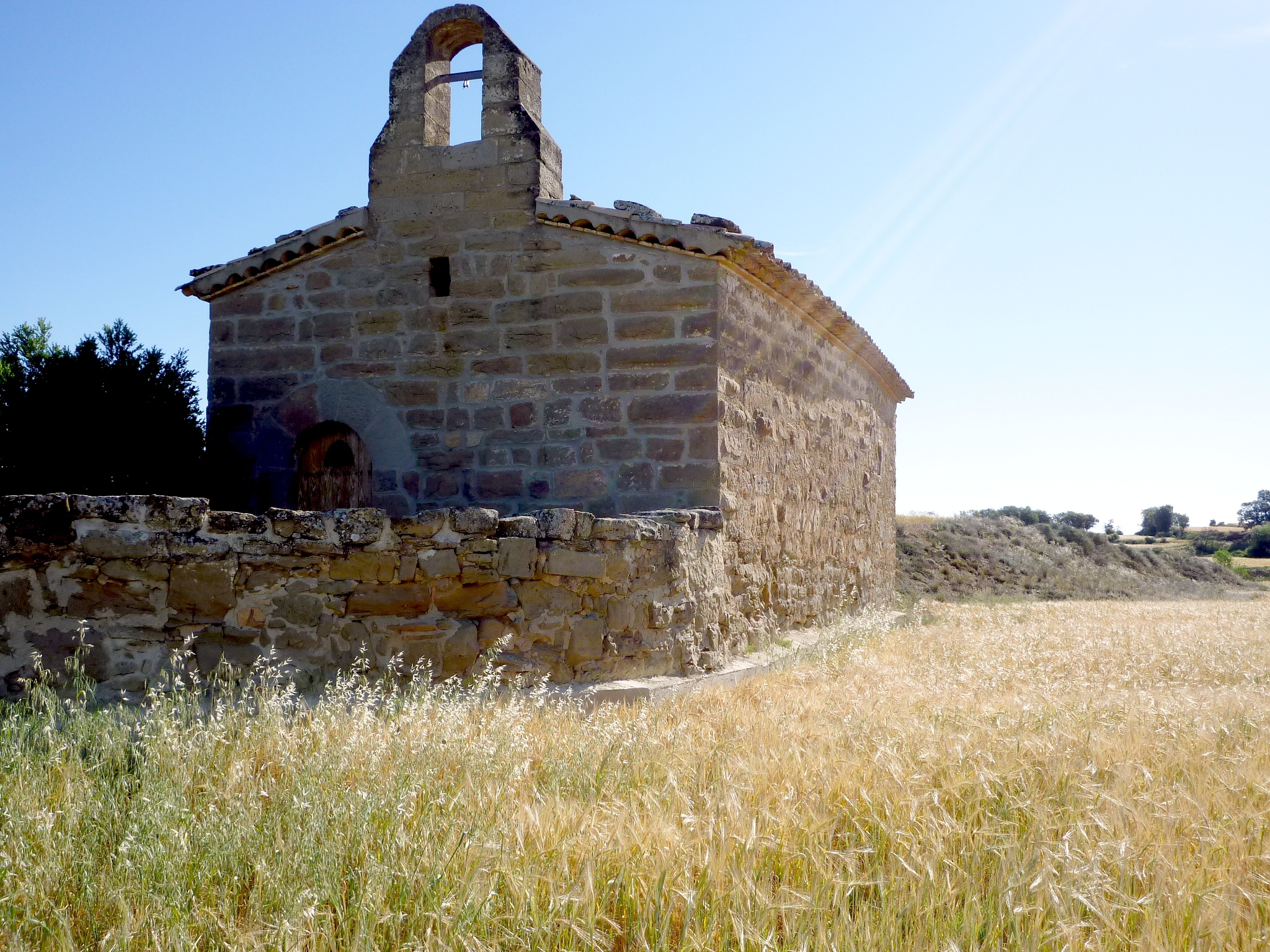
Jakobuskapelle
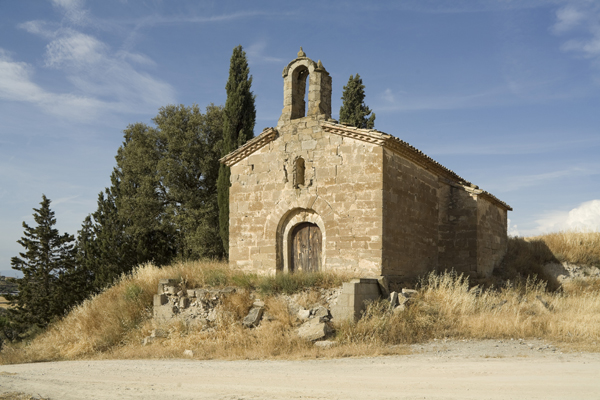
Marienkapelle